# Danjiangkou
Danjiangkou (chinesisch 丹江口市, Pinyin Dānjiāngkǒu Shì) ist eine kreisfreie Stadt im Verwaltungsgebiet der bezirksfreien Stadt Shiyan im Nordwesten der chinesischen Provinz Hubei. Sie hat eine Fläche von 3.121 km² und zählt 445.400 Einwohner (Stand: Ende 2019).